# Contarinia opuntiae
Contarinia opuntiae är en tvåvingeart som först beskrevs av Ephraim Porter Felt 1910.  Contarinia opuntiae ingår i släktet Contarinia och familjen gallmyggor. Inga underarter finns listade i Catalogue of Life.